# 베아체슬라브 고잔
베아체슬라브 고잔(루마니아어: Veaceslav Gojan, 1983년 5월 18일~)은 몰도바의 권투 선수이다. 몰도바 국가대표 선수로 활동했으며, 2008년 하계 올림픽 밴텀급에서 동메달을 획득했다. 또한 유럽 선수권 대회에서 금메달 1개, 은메달 1개를 획득했다.